# Історія США (1849-1865)

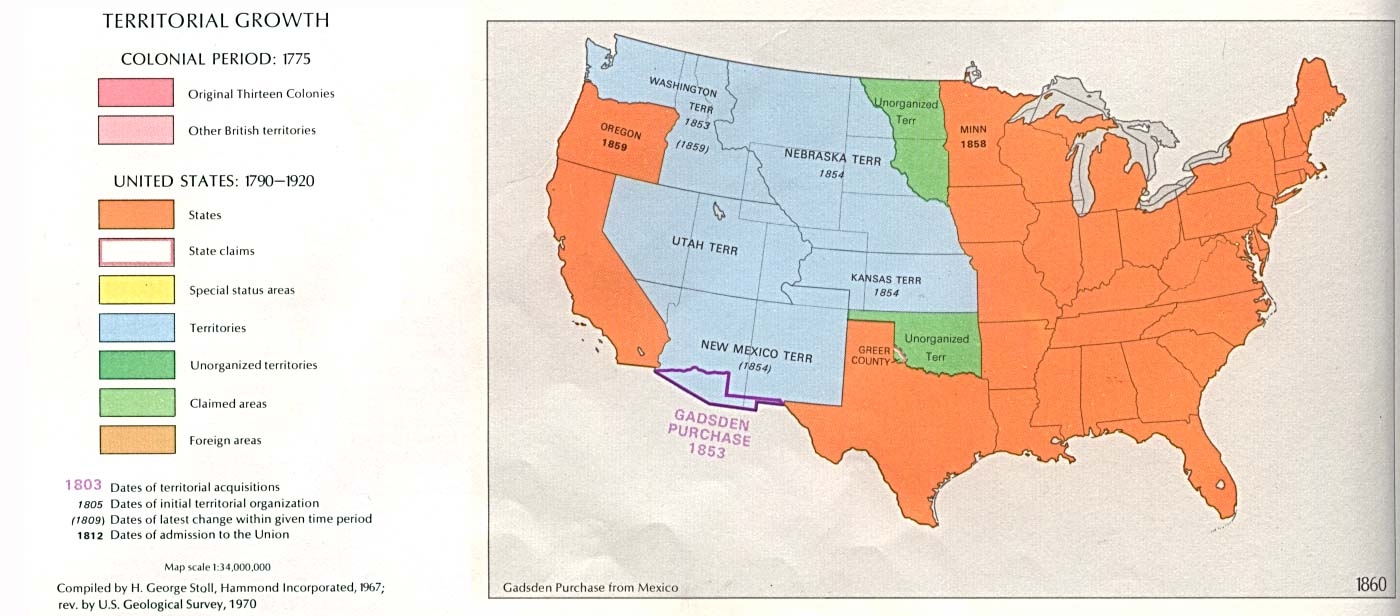
США у 1850-1860-х

Між 1849 і 1865 США, які різко розширили свої кордони, переживали період загострення відносин між регіонами країни, що врешті-решт призвело до заколоту південних штатів та кровопролитної громадянської війни. У цю епоху в США відбувалася індустріалізація та революція на транспорті, що змінили економіку Півночі та Заходу. Масова імміграція, також спрямована переважно на Північ, також була причиною серйозних змін у культурі Америки. Початок Каліфорнійської золотої лихоманки та масове заселення західних територій поставило до порядку денного старе питання про допущення чи заборону рабства на Заході.
Тривала політична боротьба призвела в 1850 до прийняття компромісного рішення, частково задовольняло інтереси як північних, і південних штатів: Каліфорнія стала штатом, вільним від рабства, але у Техасі та інших територіях, приєднаних до США за підсумками американо-мексиканської війни, раб могла бути дозволена, якщо за нього голосувала більшість місцевого населення. У 1854, згідно з принципом суверенітету населення, прийнято закон Канзас-Небраска, який фактично скасував дію раніше прийнятого Міссурійського компромісу, який обмежував поширення рабства на Заході. У Канзасі почалися збройні сутички між прихильниками та противниками рабства, що поляризували всю країну. Перемога супротивників рабства в Канзасі та створення нової республіканської партії з явно аболіціоністською програмою та спиралася на виборців Півночі, змістили рівновагу політичних сил і породили на Півдні побоювання за своє майбутнє.
У 1860 кандидат республіканської партії Авраам Лінкольн за підтримки виборців Півночі та всупереч волі виборців Півдня став президентом США. Тоді південні штати оголосили про свій вихід із союзу та створення нової конфедеративної держави. Взявши під свій контроль збройні сили Півдня, Конфедерація силою захопила військові бази, що залишалися на Півдні, вірні уряду у Вашингтоні. Це були перші бої громадянської війни, що тривала чотири роки. У ній загинуло близько 600-700 тисяч американців, більшість південних штатів була спустошена війною і блокадою морських портів, що викликала на Півдні масовий голод. Зрештою Північ перемогла, територіальна цілісність США була відновлена, а рабство скасовано на всій їх території.

## Економічний розвиток
До 1840-х в результаті промислової революції північно-західні штати покрилися густою мережею залізниць, каналів, текстильних фабрик, невеликих промислових містечок і фінансових центрів, що швидко ростуть, таких як Бостон, Нью-Йорк і Філадельфія. Їхні економічні інтереси вимагали підвищення мит для захисту внутрішнього ринку від конкуренції з боку іноземних (насамперед британських) товарів. Проте митні тарифи, і так низькі, на користь експортерів бавовни з американського Півдня були навпаки знижені, досягнувши до 1857 найнижчої позначки кілька десятиліть. На Середньому Заході розвивалося сільськогосподарське виробництво, насамперед тваринництво, з допомогою якого як Північ, і Південь постачалися продуктами харчування. Значна частина його продукції також йшла на експорт до Європи.
Високі світові ціни на бавовну забезпечували процвітання плантацій американського Півдня, але монокультура тут швидко виснажувала ґрунт, і плантатори змушені були поступово переміщати свої володіння у західному напрямку, на нові землі. Черговою можливістю, що представилася їм для цього, стало приєднання Техасу в 1845. У той час як на Півночі та Середньому Заході відбувалася урбанізація і росли нові міста: Чикаго, Цинциннаті, Клівленд, — Південь залишався аграрним. Багатства тут зосереджувалися в руках великих землевласників, які використовували рабську працю для отримання прибутку, що спрямовується на купівлю нових земельних володінь і все більшої кількості рабів. Більшість дрібних фермерів рабів не мало і постачало свій товар лише на місцевий ринок. Навіть залізниць тут було мало, вони були короткими і обслуговували головним чином перевезення бавовни до найближчих портових міст. Значна частина продукції транспортувалася на пароплавах річками.
До 1860 у містах із населенням понад 2500 осіб проживало 16% американців, третина національного доходу вироблялося у промисловості. Але виробництво бавовни на Півдні все ще залишалося основною статтею доходу. Крім нього швидко зростало виробництво одягу з вовни, взуття та машин. Поряд з паровими двигунами, як і раніше, широко використовувалася гідроенергія. Локомотиви на залізницях поступово переходили від використання дров на вугілля, центром видобутку якого стала Пенсільванія. Хоча фабрики, шахти, банки, магазини та інші промислові та комерційні підприємства широко поширилися по всій Півночі та у великих містах Півдня, це були здебільшого дрібні підприємства, власниками та клієнтами яких були місцеві жителі. Працювали на фабриках переважно іммігранти, перша масова хвиля яких (близько 4,2 млн осіб) прибула до Америки в 1840-1850. Однією з груп іммігрантів були ірландці, які тікають від «Великого голоду». Будучи бідняками та католиками, ірландці у США були небажаними прибульцями. Переважно вони оселилися поблизу Бостона та Нью-Йорка у перенаселених нетрях на околицях. В іншому становищі виявилися іммігранти німецького походження, які зазвичай були добре освіченими представниками середнього класу, які емігрували не з економічних, а з політичних причин. Вони продавали на батьківщині своє майно та прибували до Америки з вирученими грошима. Їх більше приваблювали міста Середнього Заходу, де, особливо в Сент-Луїсі і Цинциннаті, утворилися великі німецькі громади.
Після того, як у 1848 в Каліфорнії і в 1860 на території Дакота виявлено золото, почалася так звана золота лихоманка, яка посилила потік переселенців на Захід. Штат Міссурі із золотими копальнями Каліфорнії пов'язувала «Каліфорнійська стежка». У 1840-1860-х по ній пройшли понад чверть мільйона фермерів і золотошукачів.
Більшість старателів прибула до Каліфорнії в 1849, їх пізніше називали Forty-Niners. Серед іммігрантів було багато китайців, з яких почалася масова імміграція до Америки китайського населення. Більшість старателів золота не знайшли і осіли в містах Сан-Франциско та Сакраменто.

## Політична боротьба 1849-1859

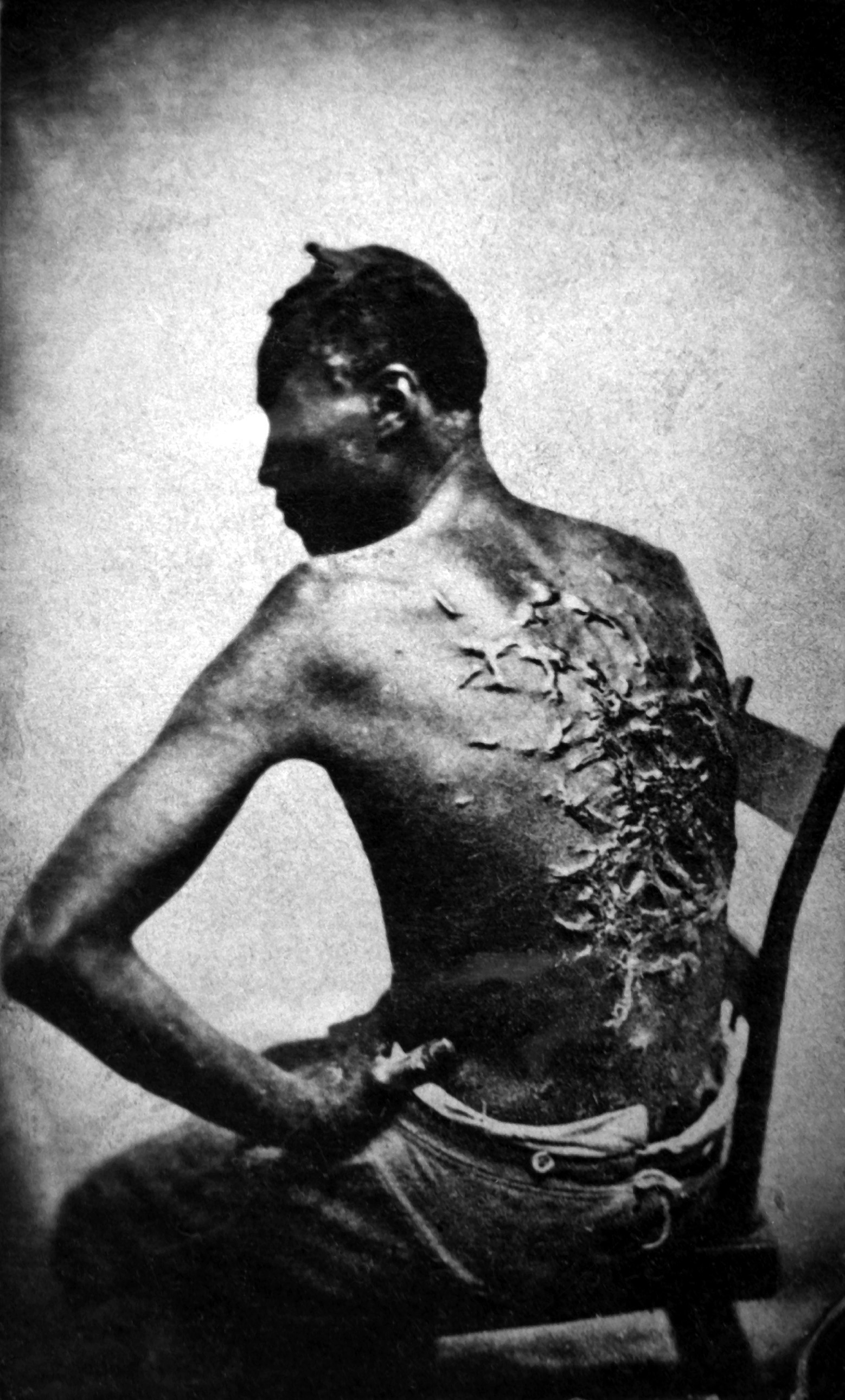
Патрулі жителів півдня, переважно небагатих білих, мали законне право затримувати, обшукувати, пороти і навіть вбивати рабів, що порушували законодавство на раби, що діяло на Півдні. Аболіціоністи цитували закони Півдня на доказ варварських звичаїв жителів півдня

У першій половині ХІХ ст. у США, як і в Європі, був популярний аболіціонізм, який був результатом як європейського Просвітництва, так і розвитку власне американського релігійного життя. Одним із яскравих проявів ідеології аболіціоністів була публікація в 1852 книги Гаррієт Бічер-Стоу «Хатина дядька Тома».
Однак здебільшого суперечки навколо рабства велися не з погляду моралі, а про його юридичні підстави. Зокрема, американський рух за «вільну землю» виступав проти рабства не тому, що він був тягарем для кольорових, а через небезпеку, яку він був для білих американців. Рабство було економічною основою політичної та фінансової могутності великих плантаторів-рабовласників, еліти, яка контролювала у південних штатах того часу більшу частину земель, нерухомості та капіталу. Елітарність південного суспільства з погляду жителів півночі була загрозою для демократії. Дійсно, згідно з переписом 1860, не більше 385 000 американців (близько 1,4% білого населення всієї країни або 4,8% білого населення Півдня) мали хоча б одного раба. Близько 95% рабів проживало у південних штатах, де вони становили третину населення.
На Півдні рабство вважали природним, а повстання рабів придушували силою. Жителі півдня вважали, що афроамериканці не здатні самі про себе подбати і потребують цього господаря. Суспільство жителів півночі тут вважали бездушним індустріальним світом із примітивною культурою, тоді як Південь — взірцем стабільної, добре впорядкованої високорозвиненої цивілізації.

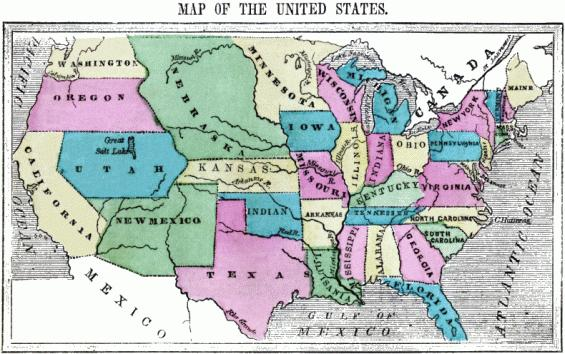
Карта США із підручника 1856.

Колосальне розширення території США у першій половині XIX століття і, зокрема, приєднання нових територій за договором Гвадалупе-Ідальго 1848 призвело до загострення протиріч між регіонами країни, що в політичному житті сфокусувалися головним чином навколо проблеми рабства. Жителі півночі виступали проти поширення рабства на нові території, тоді як жителі півдня розраховували на дозвіл рабовласництва на Заході. Наприкінці 1840-х у Конгресі поширилася думка, що питання про допущення чи заборону рабства мають вирішувати не центральна влада, а місцеві жителі того чи іншого штату та обрані ними місцеві органи влади.
До 1850 між політичними силами було досягнуто чергового компромісу, згідно з яким Каліфорнія була допущена до складу США як штат, вільний від рабства, в Техасі рабство дозволено, а на решті колишніх мексиканських територій питання рабства мали вирішувати місцеві жителі.
У 1854 за законом Канзас-Небраска право вирішувати, бути штату рабовласницьким чи вільним від рабства, було надано населенню Канзасу. Оскільки територія Канзасу знаходилася на північ від лінії поширення рабства, позначеної раніше прийнятим Міссурійським компромісом, цей закон викликав політичну кризу, розпад колишньої політичної системи та утворення нової республіканської партії, що виражала інтереси жителів півночі та аболіціоністів. Нові поселенці прибували до Канзасу як із Півночі, так і з Півдня. Незабаром поміж ними почалися зіткнення, що переросли у громадянську війну. Коли в 1855 відбулися перші вибори, було подано близько 6000 голосів, хоча законних поселенців, які мали право голосу, налічувалося не більше 1500. Оскільки на виборах перемогли прихильники рабства, в подачі «зайвих» голосів звинуватили мешканців сусіднього рабовласницького штату Міссурі. Обурені противники рабства оголосили про створення тіньового уряду штату та невизнання підсумків фальсифікованих виборів. У Конгресі відбулися слухання щодо подій у Канзасі. Коли один із сенаторів виступив із промовою «Злочин проти Канзасу», в якій звинуватив родичів одного з представників від Південної Кароліни в участі у фальсифікації виборів, останній побив його палицею прямо у будівлі Конгресу. Цей епізод, як і акти насильства у Канзасі, викликав обурення Півночі, але повністю схвалений Півдні.
На президентських виборах 1856 республіканці висунули кандидатуру Джона Фрімонта і ледь не здобули перемогу, хоча до цього часу партія існувала лише два роки і була повністю позбавлена підтримки виборців Півдня, де її вважали екстремістською. Одна з найбільших партій того часу Know Nothing, яка не визначилася щодо проблеми рабства і зосередила увагу на іммігрантах, втратила підтримку виборців, і її члени на наступних виборах переважно приєдналися до республіканців. Президентом став кандидат демократів Джеймс Бьюкенен, за якого проголосували виборці Півдня, а також Пенсільванії та Іллінойсу. Вибори ще більше поляризували країну; республіканці стали партією майже Півночі, а демократи — Півдня.
Незабаром після виборів, у 1857, вибухнула економічна криза, яка підірвала політичний вплив демократів. Війна в Юті (1857-1858), у якій урядові війська придушували виступи місцевих жителів-мормонів, також сприяла популярності адміністрації Бьюкенена.
Боротьба між прихильниками і противниками рабства в 1857 ще більш загострилася через гучного судового процесу Дред Скотт проти Сендфорда, в ході якого Верховний суд США прийняв відверто расистське рішення про те, що чорношкірі не можуть бути визнані громадянами США, і заборонив штатам приймати закони, які забороняють рабовласництво. Верховний суддя Роджер Брук Тоні ухвалив, що це суперечить конституції, яка забороняє позбавляти громадян їхньої власності (тобто рабів) інакше як за рішенням суду. На Півночі це рішення сприйняли як один із проявів змови рабовласників, які маніпулюють федеральним урядом.
Радикальні аболіціоністи, такі як Джон Браун, один із лідерів повстання в Канзасі, розчарувалися в легітимних методах боротьби з рабовласниками і перейшли до тактики партизанської війни. Намагаючись організувати збройне повстання рабів у Віргінії, Браун із групою своїх прибічників 17 жовтня 1859 захопив у цьому штаті один із арсеналів федеральної армії. Проте підняти рабів повстання йому вдалося. Арсенал був узятий штурмом, Браун з уцілілими спільниками був схоплений і засуджений на страту, що відбулася 2 грудня того ж року. На Півдні виступ Джона Брауна розцінювали як небезпечний прецедент, а Півночі його вважали героєм і мучеником.

## Вибори 1860 та війна між Північчю та Півднем

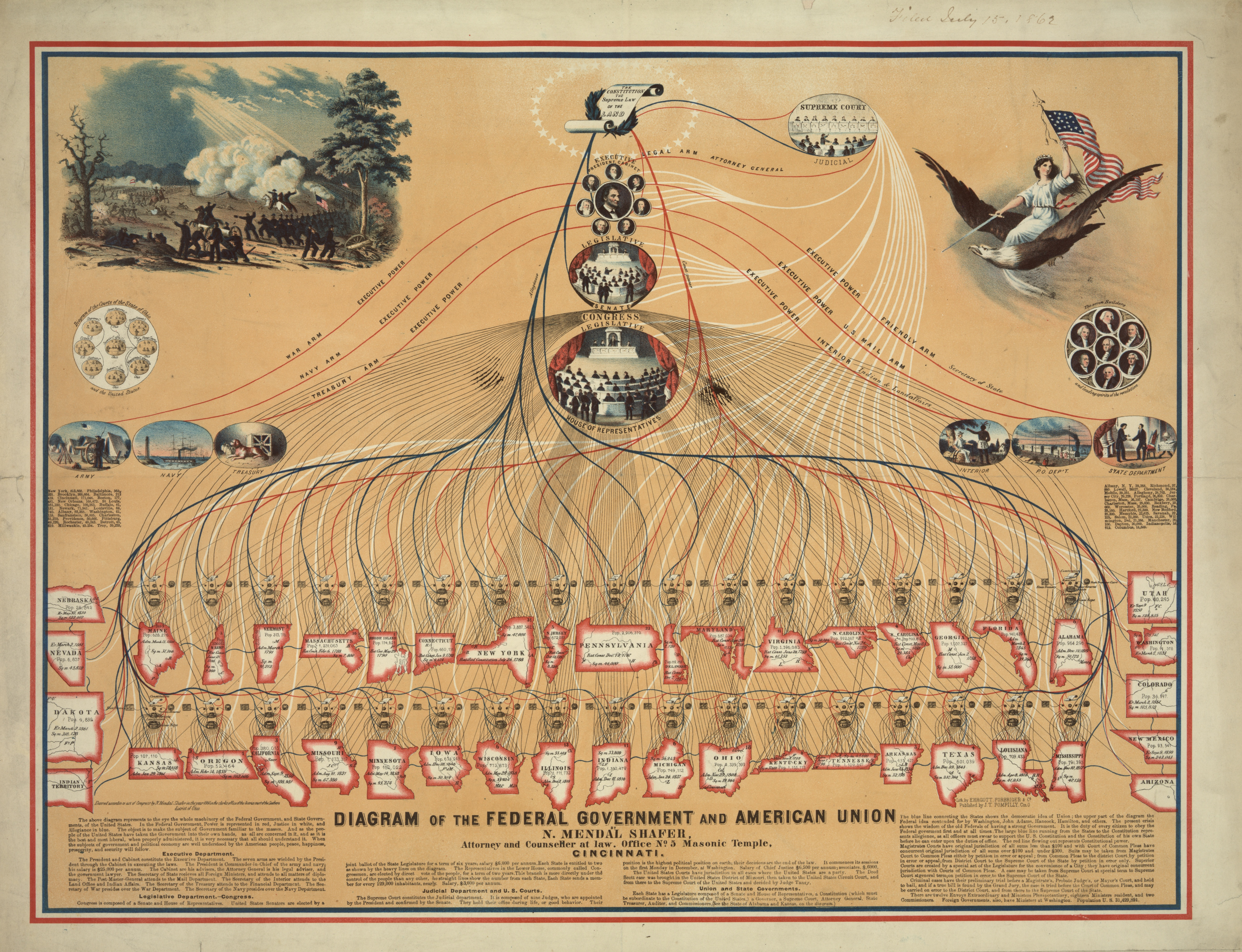
Діаграма 1862, що представляє ідеальну структуру влади в США, на якій показані всі штати, включаючи бунтівні на той момент, які повинні посилати своїх представників до Конгресу та брати участь у формуванні федеральних органів влади

На президентські вибори 1860 демократи не змогли виставити єдиного кандидата. Демократична партія розкололася, частина демократів відстоювала кандидатуру Стівена Дугласа, частина — Джона Брекінріджа, решта не підтримала жодного з кандидатів від своєї партії. Республіканці висунули кандидатуру Авраама Лінкольна, який і став 16-м президентом США, попри провал у всіх штатах Півдня.
Влада Південної Кароліни у відповідь на перемогу кандидата від сіверян 20 грудня 1860 оголосила про вихід штату зі складу федеративної держави та своєї незалежності. Їх приклад наслідували інші штати Півдня, і на момент інавгурації президента Лінкольна в березні 1861 про свою незалежність оголосили Міссісіпі (9 січня), Флорида (10 січня), Алабама (11 січня), Джорджія (19 січня), Луїзіана (26 січня) та Техас (1 лютого). У лютому представники південних штатів зібралися на спеціальному конгресі в столиці Алабами Монтгомері, де ухвалили тимчасову конституцію нової конфедеративної держави і 8 лютого обрали президентом Конфедерації Джефферсона Девіса.

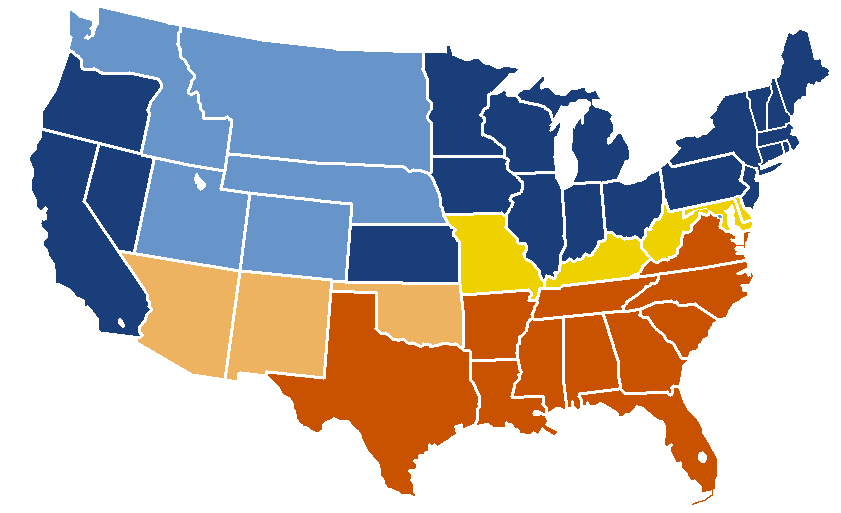
Розкол США у період громадянської війни. Штати, вільні від рабства, позначені блакитним кольором, рабовласницькі — жовтим, бунтівні штати Півдня, що утворили Конфедерацію, — коричневим

Адміністрація Девіса запропонувала федеральному уряду викупити його власність в Конфедерації, зокрема військові бази, але Лінкольн відповів відмовою. Тоді 12 квітня 1861 Девіс віддав генералу Борегару наказ відкрити вогонь по вірним федеральному уряду частинам, які обороняли форт Самтер у Південній Кароліні. З цієї битви почалася громадянська війна в США.
Діставши звістку про початок у жителів півдня воєнних дій, жителі півночі своєю чергою зажадали від влади застосування військової сили. Президент Лінкольн оголосив про набір добровольців до армії. У відповідь про свій вихід із США та приєднання до Конфедерації оголосили ще чотири штати: Віргінія (17 квітня), Арканзас (6 травня), Теннессі (7 травня) та Північна Кароліна (20 травня). Ще чотири рабовласницькі штати: Меріленд, Делавер, Міссурі і Кентуккі під тиском федерального уряду залишилися під його контролем, хоча влада Кентуккі безуспішно намагалася зберегти нейтралітет у війні. З самого початку війна для Конфедерації мала оборонний характер. Поступаючись Півночі з військових і демографічних ресурсів, Південь міг розраховувати лише затягування війни до того часу, поки жителі півночі не змиряться з його незалежністю.
Перший наступ жителів півночі від Вашингтона до Віргінії закінчився провалом. Їх погано навчена 35-тисячна армія була розбита у липні 1861. Тоді командувати армією на Сході доручили генералу Макклелану, який одразу виключив швидку перемогу і зайнявся формуванням боєздатної армії, яка виступила у похід лише у березні 1862. Після перших успіхів армія Макклелана зіткнулася з силами генерала Лі, котрі обороняли підступи до столиці Конфедерації місту Річмонду. Після семиденної битви Макклелан змушений відступити.
У серпні 1862 Лі виграв вирішальну битву в ще однієї армії жителів півночі, і жителі півдня вдерлися на територію Мериленда, розраховуючи, що воєнні перемоги принесуть їм якщо не мир, то принаймні визнання в Європі та допомогу іноземних держав. Але 17 вересня жителі півдня були розбиті, і президент Лінкольн видав Прокламацію про звільнення рабів, яка, хоч і не покінчила з рабством на Півдні, надала війні ідеологічну спрямованість і виставила Конфедерацію в непристойному світлі в очах освічених європейців.
Наступні дії обох сторін на сході ні до чого не привели. Як жителі півдня, так і жителі півночі успішно обороняли свої позиції, але не були здатні захопити чужі. Значно успішніша для Півночі йшла війна на заході. Хоча ще у вересні 1861 війська Конфедерації зайняли важливий порт на річці Міссісіпі Колумбус (Кентуккі), до кінця 1862 федеральні армії контролювали всю територію Кентуккі. Після поразки під Віксбургом жителі півдня повністю втратили контроль над річкою Міссісіпі і сполучення між Техасом і східними штатами Конфедерації. Далі федеральна армія успішно провела наступ на Чаттанугу та Атланту, після чого у Конфедерації практично не залишилося військ для захисту Джорджії та Південної Кароліни.
У 1864 генерал Грант, що висунувся під час війни на заході, призначений головнокомандувачем армією сіверян на сході. Розуміючи, що, ведучи обмежені військові дії, Північ не зможе перемогти, а головна його перевага — переважання ресурсів, Грант перейшов до ведення тотальної війни проти Півдня. Замість добровольчих загонів його війська були сформовані із солдатів, мобілізованих у всіх північних штатах. Вони відтіснили армію генерала Лі до міста Пітерсберг (Вірджинія), де жителі півдня були обложені переважаючими силами сіверян. Облога Петерсберга тривала з червня 1864 до березня 1865. Тим часом армія генерала Шермана захопила Атланту, чим забезпечила як військову, а й політичну перемогу президента Лінкольна під час виборів 1864, у яких його противником звільнений з посади командувача кандидат від демократів генерал Макклелан. Рухаючись від Атланти, під час знаменитого маршу Шермана до моря армія Півночі спустошила Джорджію та захопила столицю штату місто Саванну. У квітні 1865 здалася остання армія жителів півдня під командуванням генерала Лі, і тривала кровопролитна війна була закінчена.